# 教我愛的一切
《教我愛的一切》是日本富士電視台月九劇，於2011年1月開始播映。由戶田惠梨香和三浦春馬主演。

## 演員陣容

### 私立明綾學園高等學校教職員
- 上村夏實－戶田惠梨香
英文老師，與修二是中學和大學同學，成為情侶並踏入談婚論嫁的階段
- 柏木修二－三浦春馬
深受家長和學生們愛戴的生物老師，被學生公認為與夏實老師為一對
- 中西佳史－西村雅彥
歷史老師，園田望未的前班導
- 金子雅代－能世安奈
- 鶴岡悟司－風間杜夫
教務主任

### 私立明綾學園高等學校學生

#### 2年1班
- 佐伯光－武井咲
- 平岡直輝－菅田將暉
- 加川涼子－廣瀨愛麗絲
- 兒玉賢太郎－中島健人（Sexy Zone）
- 渡邊優奈－石橋杏奈
- 園田望未剛力彩芽

| - 田口和孝 - 永嶋柊吾 - 宇野沙莉 - 伊藤沙莉 - 江藤Barnes凌真 - Barnes勇氣 - 牧田玲花 - 替地桃子 - 相澤航希 - 長村航希 - 石本千壽 - 佐伯千壽 - 小野誠也 - 丸若薰 - 川本萬里 - 石橋菜津美 - 高橋悠希 - 倉益悠希 - 瀧山辰哉 - 黑木辰哉 - 千葉奈奈 - 大平奈津美 - 辻本奈知 - 央川奈知 - 土屋孝之 - 大津尋葵 | - 德永玲奈 - 能年玲奈 - 中田廣稀 - 中島廣稀 - 中野愛里 - 中島愛里 - 夏川流太 - 外波山流太 - 西野優衣 - 伊藤優衣 - 根本健人 - 疋田健人 - 野口優里 - 中村優里 - 橋本達也 - 羽染達也 - 樋口三鳩 - 伊勢三鳩 - 桃井天音 - 岡山天音 - 安田美月 - 小松美月 - 山口美咲 - 米村美咲 - 吉川達也 - 岸田達也 |

#### 2年1班·學生座位表（新學期）
表上所記為角色名稱，演員名稱請參照上述所記。
|      |      | 教桌 |      |      |      |
| 相澤 | 加川 | 高橋 | 德永 | 野口 | 桃井 |
| 石本 | 川本 | 瀧山 | 中田 | 橋本 | 安田 |
| 宇野 | 兒玉 | 田口 | 中野 | 樋口 | 山口 |
| 江藤 | 佐伯 | 千葉 | 夏川 | 平岡 | 吉川 |
| 小野 | 園田 | 辻本 | 西野 | 牧田 | 渡邊 |
|      |      | 土屋 | 根本 |      |      |

#### 2年1組·學生座位表（半年後）
|      |      | 教桌 |      |      |      |
| 石本 | 辻本 | 西野 | 橋本 | 高橋 | 吉川 |
| 田口 | 根本 | 土屋 | 山口 | 牧田 | 野口 |
| 宇野 | 園田 | 相沢 | 平岡 | 徳永 | 安田 |
| 佐伯 | 兒玉 | 樋口 | 桃井 | 加川 | 中野 |
| 川本 | 千葉 | 小野 | 渡辺 | 瀧山 | 中田 |
|      |      | 夏川 | 江藤 |      |      |

#### 籃球社
- 星野陽子 - 志保乃涼
- 元木彩 - 竹本彩
- 有野佐知 - 石丸佐知
- 真鍋理沙 - 本間理紗
- 藤岡優里奈 - 齋藤優里奈
- 田邊香織 - 渡邊香織

女子籃球社社員。
- 山田純平－笹山純平
- 山田哲平－笹山哲平
- 井口龍之介－永井龍之介
- 田中力意－園田力意

男子籃球社社員。

### 其他
- 東堂沙也加－篠田麻里子（AKB48）
婚禮計畫者。
- 水谷亞彌－內田有紀
綜合醫院婦產科的護士。
- 柏木孝一－新井浩文
修二的哥哥。
- 柏木博一－春海四方 ※第2集僅聲音演出
修二的父親。經營酒屋。

### 各集客串演員
第1集
- 田口的母親－阿南敦子
- 川本的母親－渡辺杉枝
- 討債者－赤堀二英
- 女僕咖啡廳「草莓牛奶」的客人－大山鎬則
- 私立明綾學園高等學校校長－阿部六郎

第2集
- 護士－金子路代
- 跟優奈與玲花搭訕的男性－植田健、淺野順平
- 郵局人員－森喜行

第3集
- 上村圭子－朝加真由美
夏實的母親。
- 上村克實－新井康弘
夏實的父親。因疝氣住院。
- 綜合醫院的醫師－佐藤裕
小光的主治醫師。
- 佐伯由梨－宮本裕子
小光的母親。
- 山口－本田晉
柏木酒屋的客人。

第4集
- 在店中排隊的夫婦－越智俊光、岡本千明

第5集
- 婦產科醫生－小口繪理子
- 素不相識的男性－坂田鐵平
- 婚禮計畫制訂者 - 良田麻美
- 夫婦－榊英訓、住吉怜奈

第7話
- 山下有悟- 福士誠治

夏實和修二分手後的追求者
- 山下英昭－山田百貴

有悟的父親。
- 山下美幸－唐木智榮美

有悟的母親。
- 駿陽大學附屬病院的看護師－丸山優子

最終話
- 津島昭宏－尾藤功男

北斗星列車上的乘客。
- 吉村美櫻－三吉彩花

亞彌的女兒。
- 醫師－上原由惠
- 婚宴禮堂的工作人員－道上拓人
- 機場的招待員－鎌田麻里名、安藤瞳

## 主題曲
- 色情涂鸦〈EXIT〉（SME Records Inc.）

## 劇中使用曲
- P!NK 『Greatest Hits... So Far!!!』（Best Album） 『I'm Not Dead』（5th Album）

1. 『I'm Not Dead』我心未死
2. 『Funhouse』遊樂園裡
3. 『Who Knew』誰能瞭解
4. 『Runaway』逃離這裡
5. 『Fu-ckin' Perfect』去你的高貴
6. 『Dear Mr.President Featuring Indigo Girls』
7. 『Nobody Knows』無人能瞭解
8. 『Stupid Girls』笨女孩

## 獎項
- 第68回日劇學院賞 助演女優賞：武井咲（記者票第一、評審票第一、讀者票第三）

## 收視率
| 各集                                                       | 播出日期      | 日文標題   | 中文標題   | 導演     | 收視率 |
| ---------------------------------------------------------- | ------------- | ---------- | ---------- | -------- | ------ |
| 第1話                                                      | 2011年1月17日 | 始まりの朝 | 開始的早晨 | 西浦正記 | 12.1%  |
| 第2話                                                      | 2011年1月24日 | 女の闘い   | 女人的戰爭 | 西浦正記 | 11.6%  |
| 第3話                                                      | 2011年1月31日 | 男の答え   | 男人的答覆 | 西浦正記 | 10.5%  |
| 第4話                                                      | 2011年2月07日 | 暴露       | 暴露       | 葉山裕記 | 11.0%  |
| 第5話                                                      | 2011年2月14日 | 真相       | 真相       | 葉山裕記 | 12.1%  |
| 第6話                                                      | 2011年2月21日 | 半年後     | 半年後     | 西浦正記 | 12.1%  |
| 第7話                                                      | 2011年2月28日 | 求婚       | 求婚       | 關野宗紀 | 11.0%  |
| 第8話                                                      | 2011年3月07日 | 辞職       | 辭職       | 西浦正記 | 12.3%  |
| 第9話                                                      | 2011年3月21日 | 最後の授業 | 最後的授課 | 葉山裕記 | 11.2%  |
| 最終話                                                     | 2011年3月28日 | 結婚       | 結婚       | 西浦正記 | 10.5%  |
| 平均收視率11.4%（收視率為關東地區·Video Research公司調查） |               |            |            |          |        |

- 註1：因3月11日，日本宮城縣下午1點46分左右，發生芮氏規模9.0強震，所有電視劇暫停播出

## 外部連結
- 官方网站－日本（日語）
- 官方网站－臺灣（繁體中文）

## 節目的變遷
| 富士電視台系列 月九                    | 富士電視台系列 月九                        | 富士電視台系列 月九 |
| -------------------------------------- | ------------------------------------------ | ------------------- |
|                                        | (2011年1月17日 - 2011年3月28日)            |                     |
| 流星 (2010年10月18日 - 2010年12月20日) | 得到幸福吧 (2011年4月18日 - 2011年6月27日) |                     |

| 臺灣 緯來日本台 週六晚上10點             | 臺灣 緯來日本台 週六晚上10點                 | 臺灣 緯來日本台 週六晚上10點 |
| ---------------------------------------- | -------------------------------------------- | ---------------------------- |
|                                          | （2011年2月12日 - 2011年4月16日）            |                              |
| 醫龍3 （2010年11月20日 - 2011年1月22日） | 仁醫 第二部 （2011年4月23日 - 2011年7月2日） |                              |